# Vision Airlines
Vision Airlines (в минулому — Vision Air) — колишня авіакомпанія Сполучених Штатів Америки зі штаб-квартирою в місті Норт-Лас_Вегас (Невада), яка працювала у сфері регулярних та чартерних пасажирських перевезень у центральній і південно-східній частинах США. В квітні 2011 року маршрутна мережа авіакомпанії охоплювала 38 аеропортів всередині країни.
Чартерний підрозділ Vision Airlines також здійснював пасажирські перевезення на літаках Dornier 228 і Dornier 328 між аеропортом Північний Лас-Вегас і туристичними місцями в Гранд-Каньйоні, Мармуровому Каньйоні, на греблю Гувера і в Долині монументів. Крім того, протягом літнього сезону чартерні польоти виконувалися між різними населеними пунктами, розташованими на обох берегах річки Колорадо.

## Історія
19 січня 2011 року керівництво Vision Airlines оголосило про відкриття з 25 березня регулярних маршрутів на літаках Boeing 737 і Dornier 328 до 20 аеропортів США з регіонального аеропорту Північно-Західної Флориди. 16 червня того ж року авіакомпанія повідомила про запуск з 11 листопада ряду регулярних маршрутів, що зв'язували міста Балтимор в Меріленді, Фовпорт на Багамах, Річмонд у Вірджинії і міжнародний аеропорт Ролі/Дарем в Північній Кароліні. В силу ряду причин у лютому 2012 року авіакомпанія припинила всі регулярні перевезення та Регіонального аеропорту Північно-Західної Флориди.
26 квітня 2012 року авіакомпанія Vision Airlines повністю припинила операційну діяльність.

## Флот

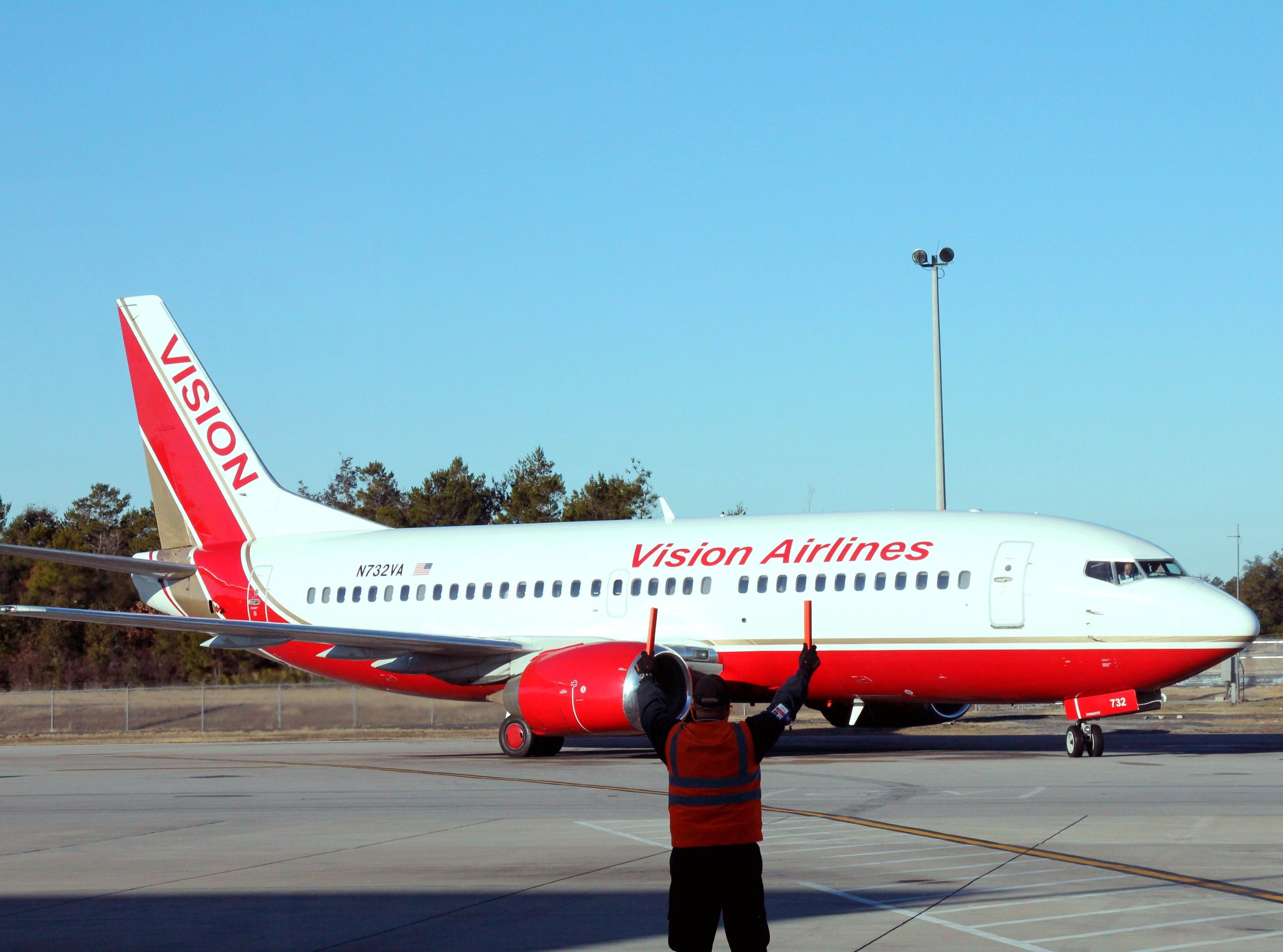
Boeing 737 авіакомпанії Vision Airlines

У жовтні 2010 року повітряний флот авіакомпанії Vision Airlines становили такі літаки:
| Тип ПС              | В експлуатації | Замовлено | Опціон | Пасажирських місць | Примітка |
| Boeing 737—300      | 1              | 136       |        |                    | |
| Boeing 737—400      | 2              | 148       |        |                    | |
| Boeing 767-200ER/EM | 2              | 200       |        |                    | Вважались флагманами флоту авіакомпанії технічне обслуговування здійснювалося компанією Delta TechOps [Архівовано 26 червня 2014 у Wayback Machine.]. |
| Dornier 228         | 11             | 19        |        |                    | |
| Dornier 328         | 4              | 30        |        |                    | |
| Dornier 328JET      | 2              | 30        |        |                    | |

## Авіаційні інциденти
11 травня 2011 року відбулася відмова гідравлічної системи літака Dornier 328, ніхто з знаходилися на борту не постраждав. Причини інциденту наразі з'ясовуються.

## Обмін шпигунами
9 липня 2010 року в рамках контракту з урядом Сполучених Штатів літак Vision Airlines перевозив десять засуджених російських нелегалів із США в Відень і чотирьох ув'язнених з часів холодної війни в зворотному напрямку.